# Инцидент с Boeing 727 в Тегеране
Инцидент с Boeing 727 в Тегеране — авиационная авария, произошедшая с рейсом 742 компании Iran Air при посадке в аэропорту имени имама Хомейни. После отказа переднего шасси самолёт был перенаправлен для посадки в аэропорт Мехрабад и произвёл аварийную посадку. Все 113 человек на борту выжили, самолёт получил минимальные повреждения благодаря мастерству пилота. Видео момента посадки стало интернет-мемом.

## Самолёт
Участвовавший в происшествии Boeing 727-286 с заводским номером 20946 свой первый полёт совершил 24 июня 1974 года. 9 июля 1974 года лайнер был продан авиакомпании Iran Air, где получил бортовой номер EP-IRR.

## Описание инцидента
Во вторник, 18 октября 2011 года самолёт выполнял международный рейс IR 742 из Москвы (Россия) в Тегеран (Иран), на его борту находились 19 членов экипажа и 94 пассажира. Посадка должна была производиться в аэропорту имама Хомейни. Погода была безоблачной, видимость на взлётно-посадочной полосе была свыше 10 километров. При приближении к аэропорту в 15:20 по местному времени экипаж не получил сигнала о штатном выпуске передней стойки шасси. Командир воздушного судна (КВС) Хушанг Шахбази прекратил посадочные манёвры, и экипаж попытался устранить неполадку своими силами.
Меры не имели успеха, и КВС принял решение направить борт в другой аэропорт Тегерана — Мехрабад. Низкий пролет и визуальный осмотр с земли подтвердили факт невыхода стойки переднего шасси. КВС принял решение совершать аварийную посадку в Мехрабаде, и около 16:00 экипаж посадил Boeing на взлётную полосу 29L. После касания взлётно-посадочной полосы основными стойками шасси экипажу удалось длительное время удерживать носовую часть от касания полосы и снижать скорость в таком положении. После касания носовой частью бетона Boeing остался на взлётно-посадочной полосе и довольно быстро остановился. Пассажиры и экипаж были немедленно эвакуированы, никто не пострадал. По сообщениям пассажиров, во время посадки никто из них не испытывал никаких неприятных ощущений, хотя обстановка в целом была нервной.
Видеозапись посадки борта EP-IRR без выпущенного переднего шасси была размещена в Интернете, а КВС Хушанг Шахбази был назван национальным героем многими иранскими и зарубежными СМИ.

## Последствия
КВС Хушанг Шахбази был на два месяца отстранён от полётов и восстановлен после завершения расследования происшествия. Средствам массовой информации он рассказал, что решил сделать аварийную посадку в Мехрабаде, чтобы авиационное происшествие прошло мимо главного аэропорта страны — Хомейни. По словам Хушанга Шахбази, руководство даже не сказало ему «спасибо». Профессионализм и выдержка, проявленные во время происшествия, принесли ему общенациональную популярность в Иране.
Борт EP-IRR был отремонтирован и продолжал эксплуатироваться до 2013 года, после чего был поставлен на хранение.

## Внешние ссылки
- Видео: аварийная посадка борта EP-IRR в аэропорту Мехрабад 18 октября 2011 года